# Guyanancistrus brevispinis
Espèce
Synonymes
- Lasiancistrus brevispinis Heitmans, Nijssen & Isbrücker, 1983 (protonyme)
- Hemiancistrus brevispinis (Heitmans, Nijssen & Isbrücker, 1983)
- Pseudancistrus brevispinis (Heitmans, Nijssen & Isbrücker, 1983)

Guyanancistrus brevispinis est une espèce de poissons-chats de la famille des Loricariidae.

## Répartition
Guyanancistrus brevispinis est un poisson d'eau douce qui se rencontre en Amérique du Sud, dans les rivières côtières du Surinam et de la Guyane.

## Description
La taille maximale connue pour cette espèce est de 142 mm.

## Étymologie
Son nom d'espèce, du latin brevis, « court » et spina, « épine », lui a été donné en référence à la forme de ses odontodes interoperculaires.

## Taxinomie
L'espèce est décrite en 1983 sous le protonyme Lasiancistrus brevispinis. Elle est placée par certains auteurs dans les genres Hemiancistrus et Pseudancistrus, mais fait désormais partie du genre Guyanancistrus. Trois sous-espèces sont distinguées :
- Guyanancistrus brevispinis brevispinis (Heitmans, Nijssen & Isbrücker, 1983)
- Guyanancistrus brevispinis bifax Fisch-Muller, Mol & Covain, 2018
- Guyanancistrus brevispinis orientalis Fisch-Muller, Mol & Covain, 2018